# Alekséi Alekséyevich Abrikósov
Alekséi Alekséyevich Abrikósov (en ruso: Алексе́й Алексе́евич Абрико́сов; Moscú, 25 de junio de 1928-Palo Alto, California; 29 de marzo de 2017) fue un académico físico ruso. Premiado con el Premio Nobel de Física en 2003 por sus contribuciones a la teoría de los superconductores y superfluidos, premio compartido con Vitaly L. Ginzburg y Anthony J. Leggett
Se graduó en la escuela secundaria en 1943 y continuó sus estudios en ingeniería. En 1945, se trasladó al Departamento de Física de la Universidad Estatal de Moscú, en donde se graduó en 1948 con una maestría. En 1951, presentó su tesis sobre la difusión térmica en plasmas total y parcialmente ionizados; así obtuvo el grado de Candidato de Ciencias (Ph.D.) y fue incorporado al personal del Instituto de Problemas de Física como científico.

## Cargos
- 1950-1969: Profesor titular en la Universidad Estatal de Moscú
- 1970-1972: Profesor de la Universidad de Gorki (hoy Nizhni Nóvgorod)
- 1976-1991: Catedrático de física teórica en el Instituto de Acero y Aleaciones de Moscú (Universidad Técnica)
- 1987: Miembro de la Academia Rusa de Ciencias[2]
- Profesor adjunto en la Universidad de Illinois Chicago y en la Universidad de Utah
- Profesor adjunto en la Universidad de Loughborough (Reino Unido)[1]

## Reconocimientos
- Agraciado con el ¨Premio Landau de la Academia de Ciencias de Rusia en 1989.[2]
- Galardonado con el Premio Nobel de Física en el 2003, por sus contribuciones a la teoría de los superconductores y superfluidos.

## Datos biográficos
Sus padres fueron Alekséi Ivánovich Abrikósov, médico anatomista patólogo, miembro de la Academia de Ciencias de Rusia, Héroe del Trabajo Socialista y Premio Estatal de la Unión Soviética, y Fania Davídovna Woolf, médica del Departamento de Anatomía Patológica del Instituto de Medicina de Moscú entre 1922 y 1934, jefa y después directora del Departamento de Patología del quinto hospital soviético de Moscú, y autora de trabajos científicos sobre la morfología amilosis. Su hermana fue María Alekséievna Abrikósova, médica. Estuvo casado con Svetlana Yúrievna Bunkova, y tuvieron tres hijos.
Murió el 29 de marzo de 2017, a los 88 años.